# Mistrovství světa v judu 1989
XV. mistrovství světa se konalo v hale Pionir v Bělehradě ve dnech 10.-15. října 1989.

## Program
- ÚTE – 10. 10. 1989 – těžká váha (+95 kg, +72 kg)
- STR – 11. 10. 1989 – polotěžká váha (−95 kg, −72 kg), střední váha (−86 kg)
- ČTV – 12. 10. 1989 – střední váha (−66 kg) a polostřední váha (−78 kg, −61 kg)
- PAT – 13. 10. 1989 – lehká váha (−71 kg, −56 kg)
- SOB – 14. 10. 1989 – pololehká váha (−65 kg, −52 kg) a superlehká váha (−48 kg)
- NED – 15. 10. 1989 – superlehká váha (−60 kg) a bez rozdílu vah

## Výsledky

### Muži
| Kategorie | Zlato                       | Stříbro                  | Bronz                     | Bronz                    |
| --------- | --------------------------- | ------------------------ | ------------------------- | ------------------------ |
| −60 kg    | Amiran Totikašvili (URS)GEO | Tadanori Košino (JPN)    | Jun Hjon (KOR)            | Dašgombyn Battulga (MGL) |
| −65 kg    | Dragomir Bečanović (YUG)MNE | Udo Quellmalz (GDR)      | Sergej Kosmynin (URS)RUS  | Bruno Carabetta (FRA)    |
| −71 kg    | Tošihiko Koga (JPN)         | Mike Swain (USA)         | Ri Čchang-su (PRK)        | Giorgi Tenadze (URS)GEO  |
| −78 kg    | Kim Pjong-ču (KOR)          | Tacuto Močida (JPN)      | Bašir Varajev (URS)RUS    | Waldemar Legień (POL)    |
| −86 kg    | Fabien Canu (FRA)           | Ben Spijkers (NED)       | Axel Lobenstein (GDR)     | Stefan Freudenberg (FRG) |
| −95 kg    | Koba Kurtanydze (URS)GEO    | Odvogín Baldžinňam (MGL) | Robert Van de Walle (BEL) | Marc Meiling (FRG)       |
| +95 kg    | Naoja Ogawa (JPN)           | Frank Moreno (CUB)       | Grigorij Veričev (URS)RUS | Rafał Kubacki (POL)      |

### Ženy
| Kategorie | Zlato                         | Stříbro                    | Bronz                      | Bronz                    |
| --------- | ----------------------------- | -------------------------- | -------------------------- | ------------------------ |
| −48 kg    | Karen Briggsová (GBR)         | Fumiko Ezakiová (JPN)      | Jessica Galová (NED)       | Cécile Nowaková (FRA)    |
| −52 kg    | Sharon Rendleová (GBR)        | Alessandra Giungiová (ITA) | Maritza Pérezová (CUB)     | Čo Min-son (KOR)         |
| −56 kg    | Catherine Arnaudová (FRA)     | Ann Hughesová (GBR)        | Miriam Blascová (ESP)      | Čong Son-jong (KOR)      |
| −61 kg    | Catherine Fleuryová (FRA)     | Jelena Petrovová (URS)RUS  | Gabriele Ritschelová (FRG) | Takako Kobajašiová (JPN) |
| −66 kg    | Emanuela Pierantozziová (ITA) | Hikari Sasakiová (JPN)     | Claire Lecatová (FRA)      | Odalis Revéová (CUB)     |
| −72 kg    | Ingrid Berghmansová (BEL)     | Joko Tanabeová (JPN)       | Aline Bataillerová (FRA)   | Wu Wej-feng (CHN)        |
| +72 kg    | Kao Feng-lien (CHN)           | Regina Sigmundová (FRG)    | Natalina Lupinová (FRA)    | Beata Maksymowová (POL)  |